# Paolo Giovio

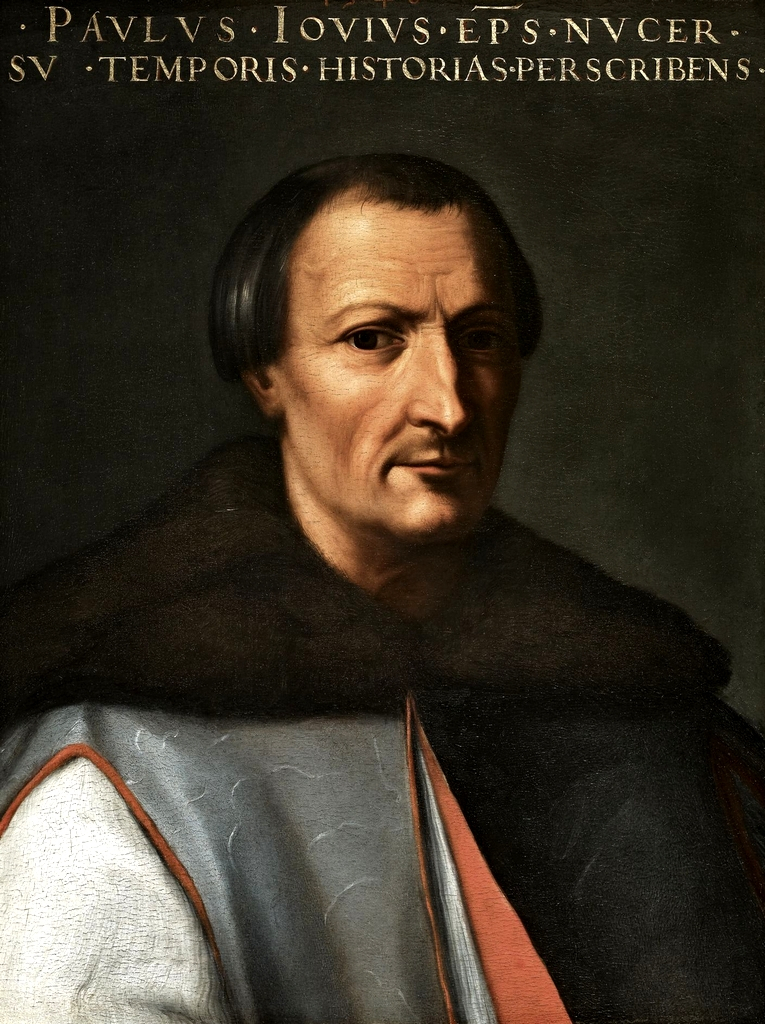
Paolo Giovio

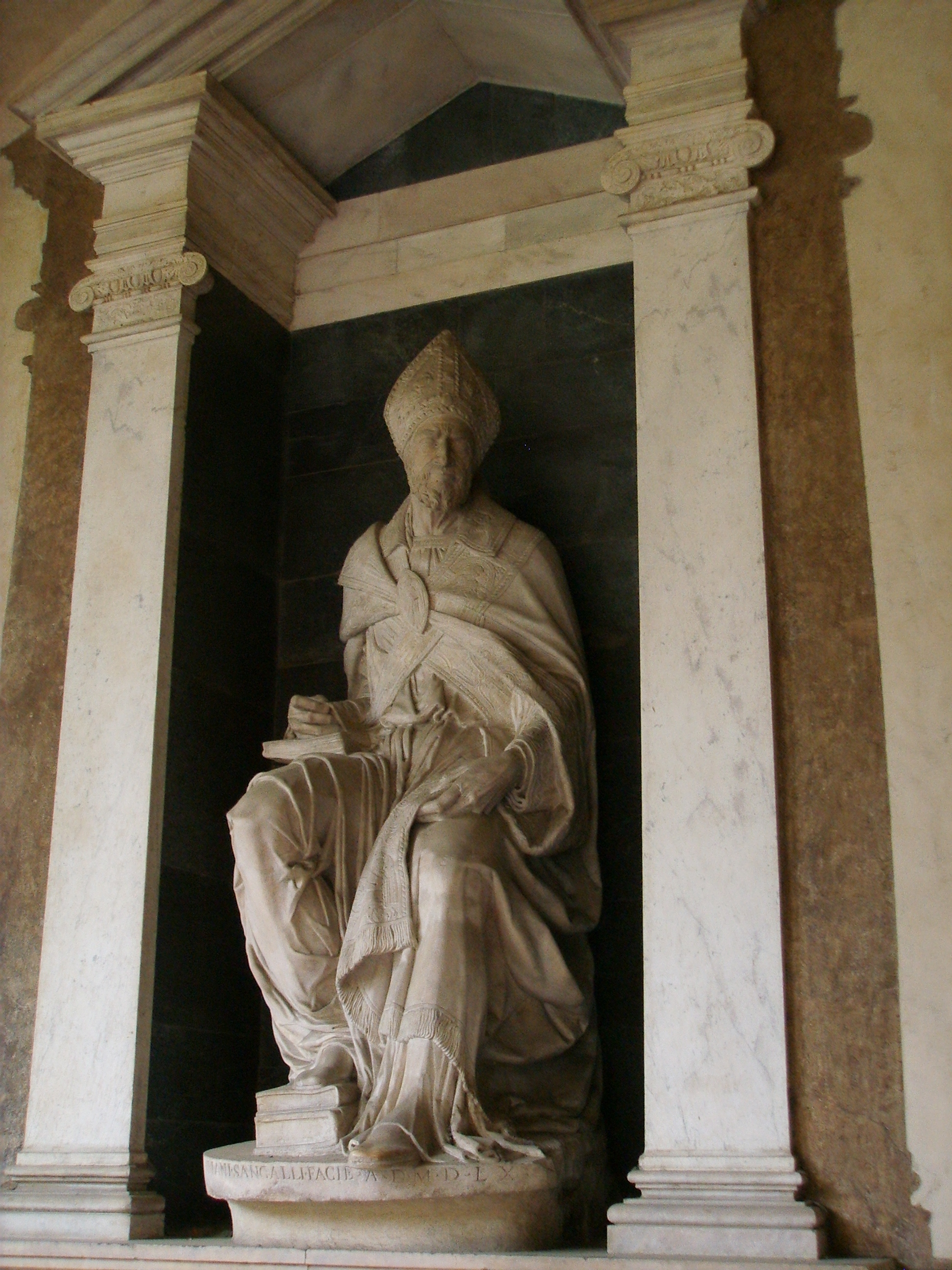
Monument voor Paolo Giovo door Francesco da Sangallo, in de San Lorenzo Basilica, Florence

Paolo Giovio (Paulus Iovius genoemd; Como, 9 april 1483 – Florence, 11 december 1552) was een Italiaans arts, historicus en biograaf. Door het vroege overlijden van zijn vader (in 1500) werd hij opgevoed door zijn oudere broer Benetto, een historicus en humanist voor wie Paolo veel bewondering had.

## Biografie[1][2]
Hij studeerde eerst filosofie in Padua bij Pietro Pomponazzi en Alessandro Achillini. Dit interesseerde hem niet echt en daarom dompelde hij zich onder in een reeks wetenschappelijke, literaire en artistieke onderwerpen. Zijn bijdrage aan al deze vakken vergrootten zijn reputatie in vele disciplines. Hij begon dan aan een opleiding geneeskunde in Padua, hoewel hij heimelijk al verlangde naar een literaire carrière. Nadat hij zijn graad van dokter behaalde en als arts in Como werkte, trok hij, vluchtend voor een plaag van de pest, in 1516 naar Rome. Hier werd hij arts aan het pauselijk hof.

### het toenmalige milieu in Rome
Aan het eind van de 15e eeuw werd het hof een steeds belangrijkere maatschappelijke speler. De vestiging van het bestuur op een vaste plek bracht een dichte concentratie van ambtenaren, adviseurs, intellectuelen en kunstenaars met zich mee. Het is met deze ontwikkelingen op de achtergrond dat de eerste Romeinse renaissance zich ontplooide.
Als homo novus en humanist had hij grote ambities. Hoewel hij niet echt de christelijke leefregels volgde, zette hij zich zijn hele leven in om een kardinaalszetel te bemachtigen.

### Giovio in Rome
Paus Adrianus VI benoemde hem rond 1522 tot kanunnik van de kathedraal van Como.
Paus Leo X sloeg Giovio tot ridder en benoemde hem tot professor retoriek aan de Romeinse Universiteit. De Romeinse Academie onthaalde hem vervolgens met veel enthousiasme. Met de val van Rome in 1527 is hij veel bezittingen en manuscripten (die hij onder andere via de Academie had verkregen) verloren. Hierna zonderde hij zich een tijdje af naar het eiland Ischia.
Tijdens de val van Rome heeft hij paus Clemens VII (geboren als Giulio De’Medici), die hij voortdurend vergezelde, geholpen en als dank daarvoor benoemde die hem in 1528 tot bisschop van Nocera. Giovio was immers goed bevriend met de familie Medici.
Nadat hij is afgewezen door paus Paulus III (die hem in 1549 de titel van bisschop van Como niet wilde geven) en het Vaticaan moest verlaten, keerde hij terug naar Como en vervolgens in 1550 naar Florence, waar hij uiteindelijk gestorven is. In de kerk San Lorenzo werd hij begraven. Aan de trappen van deze kerk die uitgeven op de Bibliotheca Laurenziana staat zijn standbeeld (door Francesco da Sangallo).

## Werken

### Architecturaal
Giovio’s overtuigingen waren onlosmakelijk verbonden aan het humanistisch gedachtegoed. In het begin van de 16e eeuw hechtte men nog veel belang aan het geloof in absolute zekerheden. In de humanistische kringen was men er heilig van overtuigd dat Vitruvius een architectuur had beschreven die tijdloos en dus altijd geldig was. Een voorbeeld hiervan waren de Vitruviaanse elementen in zijn villa. Zo stelde hij duidelijk in zijn testament dat men zelfs geen nagel van zijn villa mocht verwijderen. Alles diende in de huidige staat behouden te worden. Dit toont aan dat ook Giovio ervan overtuigd was dat wat nu goed en geschikt is, ook later goed en geschikt zal blijven.
Giovio realiseerde twee grote architecturale projecten. Na verder onderzoek zal duidelijk worden dat Giovio architectuur vooral ziet als een betekenisdrager.
- Paolo’s villa aan het Comomeer, zijn zomerse toevluchtsoord, was de plaats waar hij zijn grote verzameling kunstwerken (voornamelijk portretten) bewaarde en tentoonstelde. Het Comomeer was voor hem zeer belangrijk. Het was immers zijn geboorteplek die hem steeds ontroerde. Bovendien bood het Comomeer hem via de twee Plinische villa’s in de buurt een directe link met het klassieke verleden. De bouw van de villa begon in 1537 aan de oever van het meer en kreeg de naam “Museum” mee. De oprichting van zijn portretmuseum was zijn meest originele bijdrage aan de Europese beschaving en toont zijn biografische zijde. Alhoewel dergelijke collecties niet nieuw waren, was het idee voor het vullen van een villa met portretten van bekende mensen op canvas of medailles en het openstellen ad publicam hilaritatem (‘enkel voor voorname vrienden’) een nieuwe ontdekking.[6] Het was de eerste keer dat de term ‘museum’ in de hedendaagse context gebruikt werd en niet in de klassieke betekenis van particuliere gebouwen.[11] Giovio verschilde echter van zijn voorgangers: de meeste voorgaande collecties bevatten geïdealiseerde representaties, terwijl Giovio van bij het begin een exacte gelijkenis vereiste, bij voorkeur gebaseerd op de werkelijkheid of gebaseerd op munten, medailles, bustes of authentieke portretten. Zijn eis voor realisme maakt deel uit van de meer algemene tendens van de geleerde benadering van archeologie die zich op dat moment ontwikkelde in Rome.[9] Na verloop van tijd groeide bij Giovio het idee om elk portret te vergezellen van een korte biografie die later verzameld zouden worden in zijn bundel ‘Elogia virorum bellica virtute illustrium’. Net zoals hij wilde dat zijn portretten overeenkwamen met de werkelijkheid, wilde hij dat zijn biografieën de authentieke karakters van de personen weergaven, en geen geïdealiseerde voorbeelden.[12] De grootste originaliteit van Giovio’s Museum lag in de combinatie van biografieën met portretten. Met zijn biografieën inspireerde Giovio Giorgio Vasari, die op zijn beurt ook levensverhalen heeft geschreven over zeer veel personen, gebundeld in zijn driedelig boek “Vite”. Giovio’s doel van het aanleggen en tentoonstellen van deze verzameling was om mensen, geïnspireerd door het zien van zoveel grootse figuren uit het verleden, aan te zetten tot grootse handelingen. Door de figuren zo goed mogelijk waarheidsgetrouw voor te stellen, ook met hun tekortkomingen en gebreken, was hij ervan overtuigd dat de virtù van de afgebeelde personen waarneembaar en dus imiteerbaar zou worden. Dit aspect van het museum moet begrepen worden op de bredere achtergrond van de groeiende humanistische belangstelling voor de persoonlijkheid en het individualisme.[12] Het geloof dat het goede te bereiken was door de imitatie van goede voorbeelden stond op dat moment dan ook centraal. De portretten (in het Museum) en de publicaties van de biografieën die eruit zijn voortgekomen zijn belangrijke voorbeelden van biografische cycli, die ook ontwikkeld werden in een architecturaal kader.[13] De parallel tussen beiden leert ons iets dat licht werpt op de architectuurtheoretische visie van Giovio. De biografieën hebben hetzelfde doel als de architectuur: de bezoeker moet de waarde kunnen aflezen en op die manier zijn ze in staat om goed te handelen. Beide maken als betekenisdrager deel uit van een groter systeem. Bij verder onderzoek van de villa merken we dat het Museum als voornamelijk zaken wil representeren. De echte functie van het museum is het representeren van Giovio zelf door middel van het presenteren van goede personen. Op deze manier wordt Giovio namelijk gekoppeld aan al die grootse personen. Een man die te midden van zoveel goede voorbeelden studeert en die de goede voorbeelden zo goed bestudeerd heeft (vooral in de Elogia), kan niet anders dan zelf ook een man met virtù zijn. Ook vele linken naar de oudheid op vlak van stijl en locatie moeten in deze context begrepen worden. Op die manier wordt zijn Museum en in het verlengde Giovio zelf in de antieke traditie geplaatst: hij is als het ware de rechtmatige opvolger van Plinius die ook in zijn tijd een gekend auteur was. Dit kenmerk draagt op zijn beurt ook weer bij tot de virtù van Giovio zelf. Giovio had altijd al voorspeld dat monumenten zouden overleven, eerder dan literaire werken. Niets is echter minder waar vermits zestig jaar na zijn dood het Museum werd afgebroken om plaats te maken voor de Villa Gallia.[6] Dit zorgde ervoor dat Giovio enkel bekend bleef door zijn literaire werken. Van de twee betekenisdragers die Giovio had aangewend bleek tekst de duurzaamste te zijn. Zijn portretten daarentegen zijn overal verspreid en slechts enkelen zijn nog in het bezit van zijn familie.

- Bij de fresco’s over het leven van Paulus III in de audiëntiehal in het Cancelleria paleis trad Giovio op als promotor van de kunstenaar Giorgio Vasari. In de hoofdpanelen werd Paulus III afgebeeld als brenger van de vrede en bouwer van de St-Pietersbasiliek. Elk paneel moest gelezen worden met de omringende inscripties. Ook hier merken we dus weer een belangrijke parallel tussen architectuur en tekst op. Door nergens ‘Farnese’ (de familienaam van Paulus III) op te nemen generaliseerde hij het leven van Paulus III.[6] Hierdoor kan hij de historische daden van Paul III gebruiken om een figura (via de fresco) en een exemplum (via de inscripties) te maken van een paus met virtù. Hij koppelt als het ware de daden van Paul III via tekst en beeld aan verschillende pauselijke deugden door die architecturaal te koppelen. Aan deze koppeling voegt hij nog een koppeling met de antieke geschiedenis toe, waardoor Paulus III gelijk wordt gesteld aan de vroegere grote heersers van het keizerrijk. Op die manier creëert Giovio een voorbeeld voor toekomstige pausen.

- Na onderzoek van zijn twee grote architecturale projecten kunnen we besluiten dat Giovio in zijn beide architecturale projecten architectuur gebruikt om zaken te representeren en zo betekenis over te brengen op de toeschouwer. We kunnen dus stellen dat Giovio de architectuur voornamelijk zag als betekenisdrager.

### Historisch

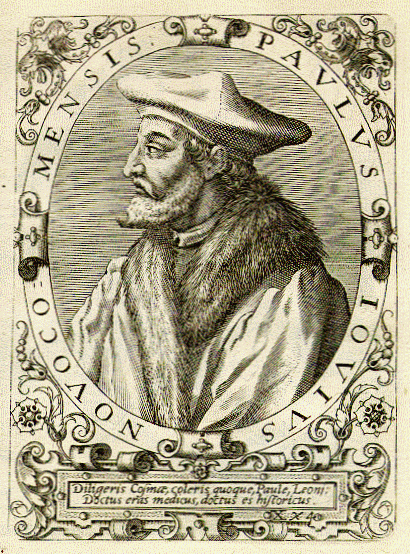
Paolo Giovio

- Eens aangekomen in Rome, inspireerde en stimuleerde onder anderen paus Leo X Paolo om in de voetsporen van zijn broer Benetto te treden en literaire werken beginnen te schrijven. In die periode begon hij met het schrijven van zijn bekendste werk ‘Historiarum sui temporis libri XLV’ (‘Geschiedenis van zijn eigen tijd’). Vermits hij toegang had tot rijke informatiebronnen, kon hij hierin veel gegevens samenbrengen. In dit werk, uitgegeven in 1550, beschrijft hij in 45 boeken de hedendaagse geschiedenis van Italië en andere Europese landen van 1494 tot 1547.[3][5] Het werk is een zeer invloedrijk model voor 16de-eeuwse humanistische historici. Giovio trachtte een goede humanistische stijl te hanteren, gebruikmakend van rede om hun alternatieven en motieven uiteen te zetten. Maar het werk wijkt ook af van het humanistisch historiografisch standaardmodel. Hij beperkte zich niet tot een enkele historische gebeurtenis of een enkele geografische streek zoals toen de gewoonte was maar beschreef een universele geschiedenis.[14] In tegenstelling tot zijn tijdgenoten (vb Niccolo Machiavelli en Francesco Guicciardini) werd Giovio wel beschouwd als een ‘professionele’ historicus die geen moraliserende geschiedenis schreef over losse politieke en militaire gebeurtenissen, maar samenhangende commentaren over een volledige periode.[9]

- Een tweede historisch werk van hem was het ‘Commentario de le cose de’ Turchi’. Dit heeft hij geschreven voor keizer Karel V. De tekst was afgerond in 1530 en voor het eerst gepubliceerd in Rome in 1532. De tekst is kort en levendig en (zoals hij het zelf zegt in zijn voorwoord) zonder ‘tediosi proemi’ of weelderig Toscaans woordgebruik. Later hergebruikte hij materiaal van de ‘Commentario’ in zijn ‘Elogia’. Het verhaal gaat over de geschiedenis van het Ottomaanse rijk van zijn oorsprong tot de meest recente heldendaden, gevolgd door onderzoeken naar de huidige staat van het Turkse leger en de politieke en bureaucratische organisatie. Giovio’s doel bij het schrijven van dit boek was keizer Karel te overtuigen tot een kruistocht tegen deze indrukwekkende vijand.

- Reeds sinds de klassieke tijden is er een traditie in het literaire pictorialisme en in de iconische dichterkunst die gebaseerd is op het vertalen van grafische kunst naar literatuur. Deze traditie legt het gebruik van meerdere imprese van 'Dialogo delle imprese militari e amorose' (nog een werk van Giovio) in de 'Delia'-sonnetten van de 17de-eeuwse dichter Samuel Daniel uit.[15]

- Giovio schreef ook nog andere, minder belangrijke boeken, zoals ‘Leonis X, Hadriani VI, Pompeii Columnae Cardinalis Vitae’ en ‘Noctes’.

### Briefwisseling[16]
Giovio’s brieven werden al in zijn tijd gezien als stilistische modellen en vaak werden sommige van zijn brieven uitgegeven in zestiende-eeuwse verzamelingen. De namen waarmee hij correspondeerde zijn zeker en vast indrukwekkend. Onder hen zijn Keizer Karel V, Frans I en Hendrik II van Frankrijk, Eduard VI van Engeland, de heersers van Milaan en Mantua, de pausen Clemens VII en Julius III, Aretino, Bembo en Giorgio Vasari. Door de briefwisseling werd Giorgio Vasari geïnspireerd ook een biografisch werk te schrijven, ‘Vite’ genaamd. Uit zijn brieven kan men afleiden dat Giovio een goed geïnformeerd man was naar wiens woorden aandachtig geluisterd werd.
De taal die Giovio gebruikte is een belangrijk kenmerk van zijn brieven. Als humanist was hij een goede latijnse schrijver, maar het grootste deel van zijn brieven schreef hij in het Italiaans. Had Giovio een generatie eerder geleefd, dan zouden zijn brieven in het Latijn zijn geschreven. Had hij een generatie later geleefd, zouden zijn brieven in het Italiaans zijn geschreven.